# 關心羚
關心羚（英語：Kuanh Sin Ling，1982年6月4日—），出生於臺北市，獸醫師，時代力量黨籍，現為左岸動物醫院獸醫師，畢業於國立臺灣大學獸醫學系。2019年11月12日，關名列時代力量不分區立委候選人第6名。

## 個人背景
關心羚出生於台灣臺北市的普通家庭，景美女中畢業後，考取國立臺灣大學獸醫學系，並取得學士學位。在2019年參與選舉前，為新北市中和區左岸動物醫院獸醫師，同時亦是新北市刑事警察局警犬隊顧問。

## 政治參與

### 提出「動物正義」
2020年1月6日，時代力量不分區立法委員候選人關心羚聯同苗栗縣議員曾玟學及高雄市議員林于凱召開時代力量政見公布會，表示將以「給工作犬更友善的福利及工作環境」、「落實飼主教育及寵物登記」、「改善獸醫師勞動環境」、「打造動物安全網，防止虐待動物案件」、「推動寵物友善環境」、「生態保育在地意識串聯」等六大主軸，推動「動物正義」。

## 外部連結
- 獸醫師關心羚～關心您的Facebook專頁